# Cape Ray (dorp)
Cape Ray is een plaats en local service district in de Canadese provincie Newfoundland en Labrador. Het dorp bevindt zich nabij de gelijknamige kaap, die het meest zuidwestelijke punt van Newfoundland is.

## Geschiedenis
Van 1898 tot de ontmanteling ervan in 1988 lag Cape Ray aan de Newfoundland Railway, de trans-Newfoundlandse spoorweg die Port aux Basques met St. John's verbond. Tot halverwege de jaren 60 had het dorp een station.
In 1985 kreeg Cape Ray voor het eerst beperkt lokaal bestuur doordat de plaats een local service district werd.
In januari 2024 dook er plots een scheepswrak op voor de kust van het dorp. Het betreft vermoedelijk een 19e-eeuws wrak dat door stormen en erosie ontaard werd.

## Geografie
Cape Ray ligt in het uiterste zuidwesten van Newfoundland, op 13 km ten noordwesten van de belangrijke havenplaats Channel-Port aux Basques. De plaats is vrij afgelegen, met voorts in de onmiddellijke omgeving enkel nog de verlaten plaatsen Osmond en Red Rocks.
Het dorp grenst in het oosten aan het Provinciaal Park J.T. Cheeseman, een van de weinige gebieden met zandstranden in Newfoundland. Het wordt daarenboven aangedaan door het Provinciaal Park Newfoundland T'Railway, het langeafstandspad dat de bedding van de voormalige Newfoundlandse spoorweg volgt.

## Demografie
Demografisch gezien is de designated place Cape Ray, net zoals de meeste afgelegen dorpen op Newfoundland, aan het krimpen. Tussen 1991 en 2021 daalde de bevolkingsomvang van 576 naar 249. Dat komt neer op een daling van 56,8% in 30 jaar tijd.
| Demografische ontwikkeling van Cape Ray tussen 1991 en 2021     |
| --------------------------------------------------------------- |
|                                                                 |
| Bron: Statistics Canada (1991–1996, 2001–2006, 2011, 2016–2021) |

## Galerij

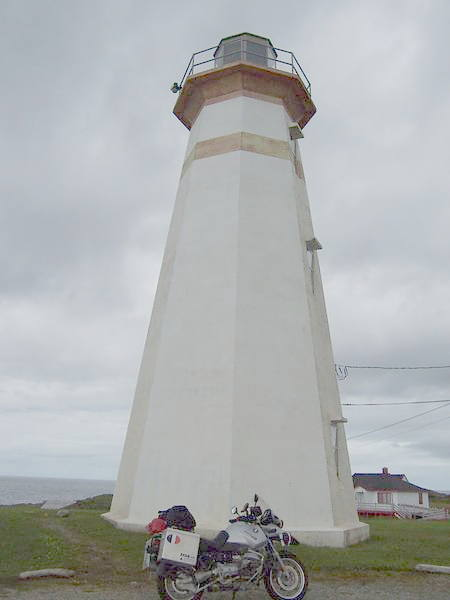
De vuurtoren van Cape Ray, op 2 km ten zuiden van het dorp
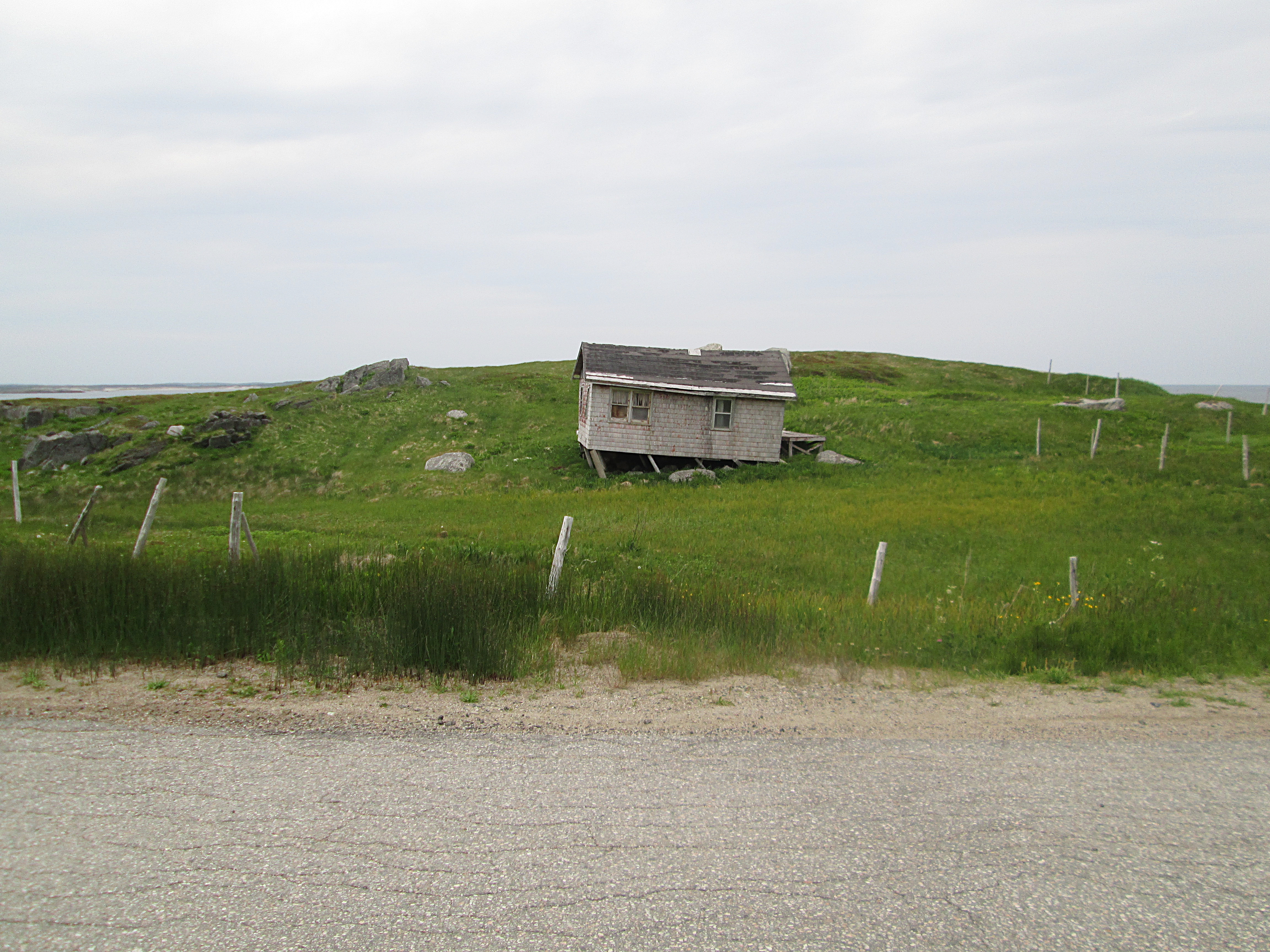
De ruïne van een huis aan de rand van Cape Ray